# Wright R-4090
Der R-4090 Cyclone 22 war ein Flugmotor, der vom US-amerikanischen Hersteller Curtiss-Wright gegen Ende des Zweiten Weltkriegs versuchsweise gebaut wurde. Es handelte sich um einen luftgekühlten Mehrfachsternmotor mit Kompressor-Aufladung. Er besaß als Doppelsternmotor 22 Zylinder in zwei Ebenen mit jeweils 11 Zylindern. Mit seinem Hubraum von 4090 cin, etwa 67.050 cm3, leistete das Triebwerk rund 2200 kW (etwa 3000 PS). Er wurde nur in drei Exemplaren gebaut, von denen das letzte koaxiale Propellerwellen besaß, die zwei gegenläufige Propeller antrieben. So konnte die große Leistung besser umgesetzt werden.
Der während des Krieges stetig wachsende Bedarf an immer leistungsstärkeren Triebwerken zwang die Motorenkonstrukteure dazu, Triebwerke mit mehr Zylindern zu bauen. So wurde der Entschluss gefasst, auf den positiven Erfahrungen mit dem R-3350 aufbauend, eine 22-Zylinder-Version zu erproben. So besaßen beide Triebwerke gleichen Hub und gleiche Bohrung. Die Entwicklung des Projektes war jedoch sehr schwierig, da sich Schwierigkeiten mit der Kühlung und andere Probleme ergaben. Außerdem waren nur geringe Entwicklungskapazitäten frei, weswegen der R-4090 zugunsten der Weiterentwicklung des R-3350 bald aufgegeben wurde.
Der R-4090 stellte eine Konkurrenzentwicklung zum Pratt & Whitney R-4360 dar, denn beide Motoren hatten eine ähnliche Leistungscharakteristik. So stellten beide Triebwerke zu Beginn ihrer Entwicklung etwa 3000 PS bereit.
22-Zylinder-Doppelsternmotoren sind in der Historie von Motoren äußerst selten. Es gab lediglich zwei weitere Beispiele: Den Mitsubishi Ha-50 und den Hitachi Ha-51 – beides japanische Viertaktmotoren, welche wie auch der R-4090 zum Ende des Zweiten Weltkriegs entwickelt wurden.

## Technische Daten
- Typ: luftgekühlter 22-Zylinder-Doppelsternmotor mit Kompressor-Aufladung
- Bohrung: 155,58 mm (6,125 in)
- Hub: 160,34 mm (6,3125 in)
- Hubraum: 67,05 dm3 (4091,9 cin)
- Leistung: 2200 kW (3000 PS) bei 2800/min
- maximale Drehzahl: 2800/min
- Verdichtung: 6,85:1